# Hruševje
Hruševje este o localitate din comuna Postojna, Slovenia, cu o populație de 233 de locuitori.